# Bacidia subcircumspecta
Bacidia subcircumspecta är en lavart som beskrevs av Coppins. Bacidia subcircumspecta ingår i släktet Bacidia och familjen Ramalinaceae.  Arten är reproducerande i Sverige. Inga underarter finns listade i Catalogue of Life.